# Mats O. Paulsson
Mats Olof Mikael Paulsson, född 28 maj 1958 i Husie församling, är en svensk företagsledare.
Paulsson är utbildad civilingenjör med inriktning mot väg och vatten samt har en examen från London Business School. Han arbetade mellan 2000 och 2009 i PEAB, mot slutet som VD. Från 2009 och fram till den 21 september 2012 var han VD och koncernchef för Bravida, där han efterträddes av Staffan Påhlsson. Han har därefter bland annat varit CEO för GDL Transport AB och Sydsten AB och har (2021) många styrelseuppdrag inom byggbranschen.